# Zotero
A Zotero egy szabad, nyílt forráskódú hivatkozáskezelő szoftver. A program segítségével rendszerezhetjük és karbantarthatjuk hivatkozásainkat és kutatási feljegyzéseinket (beleértve a PDF fájlok tárolását). A szoftver kiemelkedő funkciói között megtalálható a böngészőbe épülés, az online szinkronizálás, a szövegközi- és lábjegyzet-hivatkozások, bibliográfiakészítés. Ennek megfelelően beépül az ismert szövegszerkesztőkbe, úgy mint a Microsoft Wordbe, LibreOffice-ba, OpenOffice.org Writerbe (ma: Apache OpenOffice) és NeoOffice-ba. A programot a Center for History and New Media of George Mason University (GMU) hozta létre.

### Etimológia
A Zotero név egy albán igéből származik, melynek jelentése mesterévé válni valaminek (to master).

### Újdonságai
A Zotero egy ikonnal jelzi, ha képes a weboldalról bármilyen forrást (könyvet, cikket, diplomamunka stb.), illetve online - könyvtári - katalógusból (PubMed, Google Scholar, Google Books, Amazon.com, Wikipédia) letölteni. Ugyanakkor képes a weboldal lementésére és tárolására is, ahogy a PDF fájlokéra. A felhasználók ezekhez megjegyzéseket, címkéket, csatolmányokat fűzhetnek. A különféle elemeket iTunes-szerű felületen fogd és vidd (drag-and-drop) módszerrel rendszerezhetik.

### A hivatkozások formázása
A Zotero felhasználók készíthetnek – generálhatnak – bibliográfiákat kiegészítők segítségével a szövegszerkesztőben és közvetlenül a Zoteróban, a Citation Style Language stílusait felhasználva. A legtöbb akadémiai stílus alapértelmezetten elérhető a Zoteróban, a bibliográfia újraformázása pedig pár kattintás. A Zotero ugyanakkor lehetőséget biztosít a felhasználóknak a saját hivatkozási stílusuk felhasználására.
A Zotero képes importálni és exportálni számtalan hivatkozási formátumban, beleértve a Wikipedia Citation Templates, BibTeX, BibLateX, RefWorks, MODS, COinS, Citation Style Language/JSON, refer/BibIX, RIS, TEI, RDF, Evernote, EndNote.
A Zotero hivatkozási stílusainak hivatalos tárolójában (Zotero Style Repository) több mint 7 ezer szabadon felhasználható és terjeszthető hivatkozási stílus található meg. Elérhetők ezek mintájára készült magyar folyóirat és szakdolgozat hivatkozási-stílusok is.

### Mobil eszközök
A Zotero képes mobileszközökkel (okostelefonok, táblagépek) kommunikálni, szinkronizálni a Zotfile plugin segítségével.

### Nyelvi támogatottság
A Zotero több mint 30 nyelven érhető el – többek között magyarul – 2014-ben.

### A Zotero támogatása
A Zotero nem rendelkezik hivatalos támogatóval, ellenben a weboldalán széles körben érhetőek el információk a rövid bevezetőktől Archiválva 2014. április 21-i dátummal a Wayback Machine-ben a hivatkozási stílusok készítéséig. Ezenkívül számtalan tipp és segítség található meg a Zotero weboldalán működtetett Fórumában.

### Anyagi támogatás és elismerések
A Zotero fejlesztését számtalan alapítvány és magánszemélyek támogatják. A Zotero megnyerte a PC Magazine díját, Northwestern University CiteFest versenyét és az American Political Science Association díját.

## Zotero használata magyar adatbázisokkal
A Zotero segítségével elemeket (rekordokat) menthetünk le több magyar könyvtári – vagy könyvtárszerű – katalógusból, például a Matarka, MTMT, Magyar Országos Közös Katalógus (Mokka) és a Magyar Elektronikus Könyvtár (MEK) adatbázisaiból is. Ehhez az RIS formátumot használhatjuk. A rekordok mentésének mikéntjét az adatbázisok dokumentációjában megtaláljuk.

## Lásd még
- Docear
- EndNote
- Citation Style Language
- CiteProc
- ScrapBook

### Magyar dokumentáció
- Reneszánsz angol kultúra a digitális térben - rövid, hasznos leírás.
- Könyvtár.hu - hosszabb wiki-szerű leírás.
- élet és könyvtár
- Wikipédia:Zotero - rövid leírás a programról és a wikipédiás linkek {{cite web}}, {{cite book}} stb. formátumra átalakításáról.